# Panteleimonkathedraal (Kiev)
De Kathedraal van de Heilige Panteleimon (Oekraïens: Пантелеймонівський собор) is een Oekraïens-orthodoxe kathedraal in de buurt van het park Feofanija en de zuidelijke buitenwijken van de Oekraïense hoofdstad Kiev. De kerk is gewijd aan de heilige Panteleimon.

## Geschiedenis
De kathedraal werd gebouwd naar een ontwerp van Jevgeni Jermakov tussen 1905 en 1912. Toen de kathedraal werd gebouwd zou deze als hoofdkerk dienen van het Panteleimonklooster, een klooster voor mannen dat verbonden was met het bekende Michaëlklooster. In de Sovjetperiode werd de kathedraal gesloten en in de jaren 20 geplunderd. Tijdens de Tweede Wereldoorlog lag de kathedraal in 1941 in de verdedigingslinie van Kiev en werd als strategisch gebouw zwaar beschadigd door mortiervuur.
Het lege en in deplorabele staat verkerende gebouw werd in 1990 teruggegeven aan de Oekraïens-orthodoxe Kerk. In de periode 1990-1998 volgde een volledige restauratie van zowel het exterieur als het interieur. De kathedraal werd in 1998 opnieuw ingewijd door Volodymyr, metropoliet van Kiev en heel Oekraïne. In 1993 werden de kathedraal, het nabijgelegen in dezelfde stijl gebouwde kerkgebouw en de grond overgedragen aan een vrouwenklooster.

## Architectuur
De kathedraal vertoont gelijkenissen met de Alexander Nevskikathedraal in Tallinn en wordt beschouwd als een van de hoogtepunten van het 19e-eeuwse reveil van de Russische kerkarchitectuur. De kathedraal heeft vijf koepels, een massieve zwarte koepel in het midden en vier kleinere hoektorens met tentdak. Rond het hele gebouw lopen galerijen en het hele exterieur van de kathedraal is bedekt met een maaswerk van witte decoraties.